# Olympische Jugend-Sommerspiele 2010/Teilnehmer (Ägypten)
| Gelbes Symbol für Goldmedaillen mit stilisierten Olympischen Ringen | Graues Symbol für Silbermedaillen mit stilisierten Olympischen Ringen | Braundes Symbol für Bronzemedaillen mit stilisierten Olympischen Ringen |
| ------------------------------------------------------------------- | --------------------------------------------------------------------- | ----------------------------------------------------------------------- |
| 2                                                                   | 2                                                                     | 2                                                                       |

Die Jugend-Olympiamannschaft aus Ägypten für die I. Olympischen Jugend-Sommerspiele vom 14. bis 26. August 2010 in Singapur bestand aus 73 Athleten.

## Athleten nach Sportarten

### Badminton
Jungen
- Mahmoud Elsayad
Einzel: 9. Platz

### Basketball
Jungen
- Assem Elgindy
- Romeh Elsadani
- Khaled Ibrahim
- Ahmed Karkoura
13. Platz

### Bogenschießen
| Mädchen - Aya Kamel Einzel: 17. Platz Mixed: 9. Platz (mit Rick van den Oever Niederlande) | Jungen - Ibrahim Sabry Einzel: Gold Mixed: 17. Platz (mit Yasaman Shirian Iran) |

### Boxen
Jungen
- Hesham Yahia
Fliegengewicht: Bronze

### Fechten
- Mixed: 9. Platz (im Team Afrika 1)

| Mädchen - Menattalla Daw Florett Einzel: 9. Platz - Mennatalla Ahmed Yasser Säbel Einzel: 8. Platz | Jungen - Mostafa Mahmoud Florett Einzel: 10. Platz - Saleh Saleh Degen Einzel: 10. Platz - Ziad El-Sissy Säbel Einzel: 12. Platz |

### Gewichtheben
| Mädchen - Amal Mohamed Mittelgewicht: DNF | Jungen - Ossama Khattab Mittelgewicht: kein gültiger Versuch - Hassan Mohamed Superschwergewicht: Bronze |

### Handball
Jungen
- Karim Abdelrahim
- Abdelrahman Aly
- Mostafa Awadalla
- Kareem Elmenshawy
- Ahmed Elwan
- Ahmed Ibrahim
- Mohamed Aly
- Alley Mohsen
- Mostafa Bechir
- Omar El-Maarry
- Abdelrahman Shatta
- Aly Agamy
- Mustafa Khalil
- Mohammed Maher
Gold

### Leichtathletik
| Mädchen - Basant Hassan Hochsprung: 8. Platz - Ashrakt Metwaly Hammerwurf: DNS (Finale) - Noha Afifi Speerwurf: 14. Platz | Jungen - Ahmed Mansour 1000 m: 6. Platz - Salem Attiatalla 2000 m Hindernis: 7. Platz - Eslam Ahmed Taha Hammerwurf: 6. Platz - Fadl Ibrahim Speerwurf: 7. Platz |

### Moderner Fünfkampf
| Mädchen - Jihan El-Midany Einzel: 12. Platz Mixed: 15. Platz (mit Ilias Bachtibekow Kirgisistan) | Jungen - Eslam Hamad Einzel: 10. Platz Mixed: 13. Platz (mit Choi Min-ji Südkorea) |

### Reiten
- Mohamed Ashraf Abdallah
Springen Einzel: 9. Platz
Springen Mannschaft: Bronze  (im Team Afrika)

### Ringen
| Mädchen - Thoraya Mohamed Freistil bs 70 kg: 8. Platz | Jungen - Mahmoud Hussein Griechisch-römisch bis 42 kg: 7. Platz - Hamdy El-Said Griechisch-römisch bis 85 kg: Silber - Mohamed Abdelnaeem Freistil bis 46 kg: 5. Platz - Amr Ali Freistil bis 76 kg: 4. Platz |

### Schießen
| Mädchen - Hala Abdel Rahman Luftpistole 10 m: 14. Platz - Dina Elharouni Luftgewehr 10 m: 16. Platz | Jungen - Raef Tawfik Mohamed Luftpistole 10 m: 11. Platz - Hossam Salah Eldeen Luftgewehr 10 m: 17. Platz |

### Schwimmen
| Mädchen - Shahd Mostafa 100 m Freistil: 37. Platz 200 m Freistil: 21. Platz 400 m Freistil: 15. Platz | Jungen - Amr Mohamed 200 m Freistil: 38. Platz 400 m Freistil: 25. Platz |

### Taekwondo
| Mädchen - Nour Abdelsalam Klasse bis 49 kg: 9. Platz | Jungen - Mohamed Asal Klasse bis 55 kg: DNS |

### Tischtennis
| Mädchen - Dina Meshref Einzel: 13. Platz Mixed: 9. Platz | Jungen - Bedair Omar Einzel: 17. Platz Mixed: 9. Platz |

### Turnen

#### Gymnastik
| Mädchen - Mai Ahmed Saad Einzelmehrkampf: 35. Platz | Jungen - Amr Essam Mohamed Ahmed Einzelmehrkampf: 14. Platz |

#### Rhythmische Sportgymnastik
Mädchen
- Alia El-Katib
Einzel: 12. Platz
- Manar Khaled Mohamed Elgarf
- Aicha Mohamed Tarek Niazi
- Jacinthe El-Deeb
- Farida Sherif Eid
Mannschaft: Silber

### Volleyball
Mädchen
- Bassant Hassan
- Nirmeen Seifelnasr
- Aya Abdullah
- Nehal Ahmed
- Salma Elmohands
- Norhan Sobhi
- Renad Wahdan
- Menna Atalla Fahmy
- Shorouk Mahmoud
- Ranad Radwan
- Farah Ahmed
- Yasmin Hussein
5. Platz